# PlatformIO
PlatformIO ist ein plattform- und architekturübergreifendes Werkzeug, um Software für eingebettete Systeme zu schreiben.

## Allgemein
Das Ziel von PlatformIO ist es, die Entwicklung von verschiedenen Embedded-Systemen zu erleichtern. Üblicherweise werden für jede Plattform eine eigene IDE und separate Werkzeuge verwendet, welche hier gebündelt werden.
PlatformIO kann eigenständig, als Kommandozeilenprogramm (PlatformIO Core) oder als Teil einer IDE genutzt werden.
Es werden viele unterschiedliche IDEs und Editoren, wie beispielsweise Atom, Eclipse, Emacs, NetBeans, Vim und Visual Studio unterstützt. Die bevorzugte IDE ist allerdings Visual Studio Code, welche im Zusammenspiel mit der Erweiterung auch PlatformIO IDE genannt wird.
Die PlatformIO IDE wird oft als Alternative für die Arduino IDE genutzt.
Es werden etliche verschiedene Plattformen für Mikrocontroller und FPGAs, wie Atmel AVR, ESP8266, ESP32, MCS-51, Lattice iCE40, PIC32, nRF51, RP2040, STM8, STM32, TI MSP430 und Teensy unterstützt. Für über tausend Boards gibt es bereits entsprechende Konfigurationen.
Als darunterliegendes Framework kommen je nach Plattform entweder herstellereigene oder auch plattformübergreifende SDKs, wie das Arduino-Framework zum Einsatz.
Des Weiteren können auch Softwarebibliotheken für die Anwendung direkt über die IDE bezogen werden. Dafür kann die integrierte Paketverwaltung genutzt werden.